# Nigetia melanopa
Nigetia melanopa är en fjärilsart som beskrevs av Philipp Christoph Zeller 1872. Nigetia melanopa ingår i släktet Nigetia och familjen nattflyn. Inga underarter finns listade i Catalogue of Life.